# Привреда Русије
Русија има мешовиту и транзициону економију са средњим приходима са државним власништвом у стратешким областима економије. Тржишне реформе деведесетих година приватизовале су већи део руске индустрије и пољопривреде, са значајним изузецима од ове приватизације која се одвијала у секторима енергетике и одбране.
Руско географско пространство је важна одредница њене економске активности, а неки извори процењују да Русија садржи преко 30% светских природних ресурса. Светска банка процењује укупну вредност руских природних ресурса на 75 трилиона долара. Русија се ослања на приходе од енергије као највећег покретача свог раста. Русија поседује обиље нафте, природног гаса и племенитих метала, који чине велики део руског извоза. Од 2012. године сектор нафте и гаса чинио је 16% БДП-а, 52% прихода државног буџета и преко 70% укупног извоза. Од 2019. године извоз природних ресурса износио је 60% БДП-а земље. Русија се сматра "енергетском суперсилом". Има највеће доказане резерве природног гаса на свету и највећи је извозник природног гаса. Такође је други највећи извозник нафте.
Русија има велику и софистицирану индустрију наоружања, способну да пројектује и производи високотехнолошку војну опрему, укључујући ловце пете генерације, нуклеарне атомске подморнице, ватрено оружје и балистичке ракете дугог домета. Вредност руског извоза оружја у 2013. години износила је 15,7 милијарди долара, чиме се налази на другом месту, након САД. Главни војни извоз из Русије укључује борбене авионе, системе противваздушне одбране, бродове и подморнице.
Економски развој земље је географски неуједначен, а регион Москве доприноси веома великом уделу БДП-а земље. Од 1990. године у Русији је дошло до значајног пораста неједнакости у богатству (далеко више него у Кини и другим источноевропским земљама). Једна студија процењује да је "богатство које богати Руси држе на обали око три пута веће од званичних нето девизних резерви и да је упоредиво по величини са укупним финансијским средствима домаћинстава која се држе у Русији."

## Економска историја

### Совјетска економија

#### Индустријализација под Стаљином
Почев од 1928. године, ток економије Совјетског Савеза био је вођен низом петогодишњих планова. До 1950-их година, током претходних неколико деценија, Совјетски Савез се брзо развио из претежно аграрног друштва у велику индустријску силу. До 1970-их Совјетски Савез је ушао у доба стагнације. Комплексни захтеви модерне економије и нефлексибилна управа преплавили су и ограничили централне планере. Обим одлука о планирању у Москви постао је огроман. Огромне процедуре за бирократску администрацију онемогућиле су слободну комуникацију и флексибилан одговор на нивоу предузећа за рад са отуђењем радника, иновацијама, купцима и добављачима. Од 1975. до 1985. године, корупција и пренатрпаност података постали су уобичајена пракса међу бирократијом да извештавају о задовољним циљевима и квотама, чиме се криза отежавала. Од 1986. године, Михаил Горбачов је покушао да се посвети економским проблемима преласком на тржишно оријентисану социјалистичку економију. Горбачовљева политика није успела да подмлади совјетску економију. Уместо тога, Перестројка је покренула процес политичке и економске дезинтеграције, што је кулминирало распадом Совјетског Савеза 1991. године.

#### Транзиција у тржишну економију (1991–1998)
Након распада Совјетског Савеза, Русија је прошла кроз радикалну трансформацију, прешавши из централно планске економије у глобално интегрисану тржишну економију. Корумпирани и насумични процеси приватизације претварали су велике државне фирме у политички повезане "олигархе", што је довело до концентрације власништва над капиталом. Јељцинов програм радикалне, тржишно оријентисане реформе постао је познат као "шок терапија". Била је заснована на политикама које су повезане са Вашингтонским консензусом, препорукама ММФ-а и групом врхунских америчких економиста, укључујући Лоренса Самерса. Резултат је био катастрофалан, са реалним БДП-ом који је до 1999. пао за више од 40%, хиперинфлација је избрисала личну штедњу, а криминал и сиромаштво су се брзо ширили. Ово је било праћено падом животног стандарда, укључујући растућу економску неједнакост и сиромаштво, заједно са повећаном стопом смртности и смањењем очекиване дужине трајања живота. Већина државних предузећа је приватизована усред великих контроверзи и касније су власници постали инсајдери који су их купили за много мање него што су вредела. На пример, директор једне фабрике током совјетског режима често би постао власник истог предузећа. Под покрићем владе извршене су срамне финансијске манипулације које су обогатиле уску групу појединаца на кључним позицијама бизниса и владе. Многи од њих су одмах уложили своје новостечено богатство у иностранство чиме су створили огроман нестанак капитала.
Потешкоће у прикупљању владиних прихода усред колапса економије и зависности од краткорочног задуживања за финансирање буџетских дефицита довеле су до руске финансијске кризе 1998. године.
Током деведесетих година Русија је била "највећи дужник" Међународног монетарног фонда са кредитима у укупном износу од 20 милијарди долара. ММФ је био предмет критика због тога што је позајмљивао новац јер је Русија увела мало реформи обећаних за кредите, а велики део тих средстава могао је бити "преусмерен из своје наменске сврхе и укључен у токове капитала који су земљу нелегално напустили".

#### Опоравак и раст (1999–2008)
Русија се са изненађујућом брзином опоравила од финансијског слома из августа 1998. године. Много разлога за опоравак била је девалвација рубље, због чега су домаћи произвођачи били конкурентнији на националном и међународном плану.
Између 2000. и 2002. године, постојала је значајна количина економских реформи за раст, укључујући свеобухватну пореску реформу, која је увела јединствен порез на доходак од 13%; и широке напоре на дерегулацији која је побољшала ситуацију за мала и средња предузећа.
Између 2000. и 2008. године, руска економија добила је велики подстицај од растућих цена роба. БДП је растао у просеку 7% годишње. Расположиви приходи су више него удвостручени, а у доларским терминима повећани су осам пута. Обим потрошачких кредита у периоду 2000–2006. порастао је 45 пута, што је довело до наглог раста приватне потрошње. Број људи који живе испод линије сиромаштва смањио се са 30% у 2000. на 14% у 2008. години.
Међутим, инфлација је остала проблем, пошто је централна банка агресивно повећавала понуду новца како би се борила против апрецијације рубље. Ипак, Светска банка је 2007. године објавила да је руска економија постигла "невиђену макроекономску стабилност". До октобра 2007, Русија је одржавала импресивну фискалну дисциплину са буџетским суфицитима сваке године од 2000. године.

#### 2009–2014. година
Руске банке су биле погођене глобалном кредитном кризом током 2008. године, мада ниједна дугорочна штета није учињена захваљујући проактивном и правовременом реаговању владе и централне банке, која је заштитила банкарски систем од ефеката глобалне финансијске кризе. Оштра, али кратка рецесија у Русији била је праћена снажним опоравком који је почео крајем 2009. године.
Након 16 година преговора, чланство Русије у Светској трговинској организацији је прихваћено 2011. године. 2013. године, Светска банка је прогласила Русију као економију високих прихода.
Руски лидери су у више наврата говорили о потреби диверсификације економије од њене зависности од нафте и гаса и подстицања сектора високе технологије. У 2012. години нафта, гас и нафтни деривати чинили су преко 70% укупног извоза. Чини се да је овај економски модел показао своје границе, када се након вишегодишњег снажног пословања руска економија повећала за само 1,3% током 2013. године. Предложено је неколико разлога за објашњење успоравања, укључујући продужену рецесију у ЕУ, која је највећи трговински партнер Русије, стагнирајуће цене нафте, недостатак слободних индустријских капацитета и демографски проблеми. Политичка превирања у суседној Украјини допринела су неизвесности и потиснутим улагањима.
Према истраживању које је објавио Фајненшал тајмс 2012. године, Русија је била друга по економском учинку међу чланицама Г20, након Саудијске Арабије. Економски резултати су процењени на седам мера: раст бруто домаћег производа, буџетски дефицит и државни дуг за 2012. годину; економски опоравак - производња у односу на врхунац пре кризе; промену дуга из 2009. године; промене у незапослености од 2009. до 2013. године; и, коначно, одступање текућег рачуна од баланса. Магазин Форбс наводи Русију на 91. месту у најбољим земљама за бизнис. Земља је недавно остварила значајан напредак у областима као што су иновације и слобода трговине. (Форбес рангира сваку земљу у више категорија и добија информације из више извора као што су Светски економски форум, Светска банка и Централна обавештајна агенција). Од 2008. године, магазин Форбес је Москву стално називао "милијардерски главни град света".

#### 2014–2019. година
Након припајања Крима у марту 2014. године и учешћа Русије у текућем сукобу у Украјини, САД, ЕУ (и неке друге европске земље), Канада и Јапан увели су санкције за руски финансијски, енергетски и одбрамбени сектор. Неке земље чланице ЕУ биле су подељеног мишљења за даље санкције, али су ипак сматрале да треба да се смањи ток санкција. То је довело до пада руске рубље и изазвало страхове од руске финансијске кризе. Русија је одговорила санкцијама против више земаља, укључујући и једногодишњи период потпуне забране увоза хране из Европске уније и Сједињених Држава. До 2018. године процењује се да су западне санкције можда смањиле руску економију за чак 6%.
Према руском министарству економије у јулу 2014. године, раст БДП-а у првој половини 2014. године био је 1%. Министарство је предвиђало раст од 0,5% за 2014. годину. Руска економија је у 2014. години порасла више од очекиваних 0,6%. Од 2. квартала 2015. године инфлација, у односу на други квартал 2014. године, износила је 8%; економија се смањила за 4,6% како је економија ушла у рецесију. Да би се уравнотежио државни буџет у 2015. години, цена нафте требало је да буде око 74 УСД за разлику од 104 УСД за 2014. годину. Русија је некада имала око 500 милијарди долара девизних резерви, али лета 2015. године је држала 360 милијарди долара и планирала да настави да акумулира девизне резерве у годинама које долазе, док поново не достигну 500 милијарди долара.
Према речима Германа Грефа из Сбербанке, контракција руске економије је "не криза, него нова стварност" којој се мора прилагодити, првенствено због ниских цена нафте. Он је такође представио неколико метрика које показују промену - БДП је пао за 3,7%, приход - за 4,3%, плате - за 9,3%, а инфлација је достигла 12,9%. Међутим, у децембру 2015. године, Москов Тајмс је саопштио да је број људи који живе на или испод линије сиромаштва, "они са месечним примањима мањим од 9.662 рубаља ($ 140)" повећан за више од 2,3 милиона људи. Русија је оцењена као једна од највише неједнаких највећих светских економија.
Током 2014-2015 године четвртина банака у Русији напустила је тржиште, трошкови руског банкарског гарантног фонда достигли су 1 трилион рубаља плус додатни државни фондови за докапитализацију банака достигли су 1,9 трилиона рубаља.
Крајем 2016. године, Сједињене Државе су наметнуле даље санкције Руској Федерацији као одговор на оно што је америчка влада навела да је руско уплитање у изборе у САД 2016. године.
Године 2016, руска економија била је шеста по величини у свету по паритету куповне моћи и дванаеста по тржишном курсу. Између 2000. и 2012. руски извоз енергије подстакао је брзи раст животног стандарда, при чему је реални расположиви доходак порастао за 160%. У доларским терминима то је износило више од седам пута повећања расположивих прихода од 2000. године. У истом периоду, незапосленост и сиромаштво су били више него преполовљени, а самоопредељено задовољство животом Руса такође је значајно порасло. Овај раст био је комбиновани резултат успона роба из 2000. године, високих цена нафте, као и обазриве економске и фискалне политике. Међутим, ови добици су неравномерно расподељени, пошто је 110 најбогатијих појединаца пронађено у одређеном извештају да поседује 35% свих финансијских средстава која поседују руска домаћинства. Русија такође има други по величини незаконит одлив новца, при чему је на тај начин изгубила више од 880 милијарди долара у периоду од 2002. до 2011. године. Од 2008. године Форбс је у више наврата називао Москву "милијардерском престоницом света". Руска економија је ризиковала да оде у рецесију од почетка 2014, углавном због пада цена нафте, санкција и постепеног нестанка капитала. Док је у 2014. раст БДП-а остао позитиван на 0,6%, 2015. године, руска економија се смањила за 3,7% и очекивало се да ће се додатно смањити у 2016. години. Међутим, Светска банка и ММФ су процењивале да ће руска економија да почне да се опоравља до 2017. године. До 2016. године, руска економија се опоравила са растом БДП-а од 0,3% и званично је изашла из рецесије. Раст се наставио и у 2017. години, са порастом од 1,5%.
У јануару 2016. америчка компанија Блумберг рангирала је руску економију на 12. месту као најиновативнију у свету, у односу на 14. места у јануару 2015. године и 18 места у јануару 2014. године. Русија има петнаесту највећу стопу пријављивања патената на свету, налази се на 8. месту са највећом концентрацијом високотехнолошких јавних предузећа, као што су интернет и ваздухопловство и трећа је по броју дипломираних научника и инжењера. Бивши министар финансија Алексеј Кудрин рекао је да Русија треба да смањи геополитичке тензије како би побољшала своје економске услове.
У мају 2016. године просечне номиналне месечне зараде су пале испод 450 долара месечно, а порез на доходак физичких лица плаћа се по стопи од 13% на већини прихода. Око 19,2 милиона Руса је живело испод националне линије сиромаштва током 2016. године, што је значајно повећање у односу на 16,1 милиона током 2015. године.
Анкета која је завршена 2018. године међу 1400 руководилаца руских компанија показала је висок ниво песимизма, при чему је већина описала економску ситуацију у земљи као "катастрофалну". 73% испитаника у великим и 77% њих у средњим и малим предузећима се суочава са "кризом", док их је само 4% њих стање описало као "добро". 50% је погођено од стране повећања реалних пореских стопа, а 60% је погођено повећањем комуналних тарифа.
Министарство за природне ресурсе и животну средину у Русији је 2019. године проценило да је вредност извоза природних ресурса 844 милијарде долара или 60% БДП-а земље.

#### 2019 – данас
Савремену руску економију карактеришу: званично ниска (незапосленост), екстензивна сива економија и корупција због ниских минималних и просечних плата у земљи (минимум 11280 рубаља, €153.95 и просечно 43400 рубаља, €592.32), ниска улагања у образовање, медицина, инфраструктура, истраживање и развој, итд., ниска производња роба са високом додатом вредношћу, недовољно стварање нових квалификованих и високо квалификованих радних места, снажна бирократија, недостатак независног, транспарентног правосудног система, заједно са неефикасним законодавством које омета развој бизниса и предузетништва у земљи и одвраћа стране инвеститоре, ниска инфлација, низак државни дуг и низак економски раст са ниским стопама наталитета, висока емиграција, нискоквалификована имиграција, брзо старење друштва, ниска економска и социјална заштита становништва и стање само земаља у развоју са ниским приходима које се не могу такмичити са економски развијеним земљама и домаћице попут Азије (Јапан, Јужна Кореја, Тајван, Хонг Конг, Сингапур, УАЕ, Бахреин, Катар, Саудијска Арабија, Оман, итд.), Америку (САД, Канада, Аргентина, Чиле, Уругвај, итд.) , и Европу (Немачка, Велика Британија, Француска, Шпанија, Италија, Ирска, Швајцарска, Луксембург, Естонија, Словенија, итд.).
Проблеми савремене руске економије слични су економским проблемима СССР-а који су повезани са системским, хроничним недовољним финансирањем свих сфера ради чисто војске, само са додатком растуће демографске кризе сваке године и као резултат неизбежног раста економских и социјалних зависника у друштву који ће захтевати потпуно другачији ниво. квалитет и економски и социјални стандарди државне заштите државе општег благостања, социјалне државе, издржаваних лица која Данас у 2019. пате од недостатка правог, адекватан државни социјалне и економске сигурности. Такође, са повећањем мањка радне снаге сваке године, Русију карактерише низак раст реалног дохотка становништва у поређењу са другим регионима у развоју (посткомунистичке земље, земље бившег источног блока, балканске земље, арапске земље, југоисточна Азија, земље Латинске Америке, Афричким земљама итд.) И земљама свијета (Кина, Јужна Африка, Бразил, Индија, Турска, Пољска, Румунија, итд.)

## Подаци
Следећа табела приказује главне економске показатеље у периоду од 1992. до 2017. године. Инфлација испод 5% је приказана зеленом бојом.
| Година | БДП (у милијардама $) | БДП по глави становника (у милијардама $) | Раст БДП-а (прави) | Стопа инфлације (у процентима) | Незапосленост (у процентима) | Државни дуг (у% БДП-а) |
| ------ | --------------------- | ----------------------------------------- | ------------------ | ------------------------------ | ---------------------------- | ---------------------- |
| 1992   | 1.703,0               | 11,482                                    | n/a                | n/a                            | 5,2%                         | n/a                    |
| 1993   | 0 1,591.9             | 0 10,724                                  | 0 −8.7%            | 0 874.6%                       | 0 5.9%                       | n/a                    |
| 1994   | 0 1,419.3             | 0 9,563                                   | 0 −12.7%           | 0 307.6%                       | 0 8.1%                       | n/a                    |
| 1995   | 0 1,389.5             | 0 9,370                                   | 0 −4.1%            | 0 197.5%                       | 0 9.4%                       | n/a                    |
| 1996   | 0 1,363.8             | 0 9,210                                   | 0 −3.6%            | 0 47.7%                        | 0 9.7%                       | n/a                    |
| 1997   | 0 1,406.3             | 0 9,517                                   | 0 1.4%             | 0 14.8%                        | 0 11.8%                      | n/a                    |
| 1998   | 0 1,345.6             | 0 9,130                                   | 0 −5.3%            | 0 27.7%                        | 0 13.3%                      | n/a                    |
| 1999   | 0 1,452.9             | 0 9,889                                   | 0 6.4%             | 0 85.7%                        | 0 13.0%                      | 92.1%                  |
| 2000   | 0 1,635.3             | 0 11,170                                  | 0 10.0%            | 0 20.8%                        | 0 10.6%                      | 0 55.7%                |
| 2001   | 0 1,757.7             | 0 12,054                                  | 0 5.1%             | 0 21.5%                        | 0 9.0%                       | 0 44.3%                |
| 2002   | 0 1,869.3             | 0 12,875                                  | 0 4.7%             | 0 15.8%                        | 0 8.0%                       | 0 37.5%                |
| 2003   | 0 2,046.7             | 0 14,156                                  | 0 7.3%             | 0 13.7%                        | 0 8.2%                       | 0 28.3%                |
| 2004   | 0 2,253.9             | 0 15,647                                  | 0 7.2%             | 0 10.9%                        | 0 7.7%                       | 0 20.8%                |
| 2005   | 0 2,474.8             | 0 17,232                                  | 0 6.4%             | 0 12.7%                        | 0 7.2%                       | 0 14.8%                |
| 2006   | 0 2,758.8             | 0 19,249                                  | 0 8.2%             | 0 9.7%                         | 0 7.1%                       | 0 14.8%                |
| 2007   | 0 3,073.9             | 0 21,473                                  | 0 8.5%             | 0 9.0%                         | 0 6.0%                       | 0 8.0%                 |
| 2008   | 0 3,298.7             | 0 23,054                                  | 0 5.2%             | 0 14.1%                        | 0 6.2%                       | 0 7.4%                 |
| 2009   | 0 3,063.8             | 0 21,411                                  | 0 −7.8%            | 0 11.7%                        | 0 8.2%                       | 0 9.9%                 |
| 2010   | 0 3,240.9             | 0 22,639                                  | 0 4.5%             | 0 6.9%                         | 0 7.4%                       | 0 10.6%                |
| 2011   | 0 3,475.4             | 0 24,259                                  | 0 5.0%             | 0 8.4%                         | 0 6.5%                       | 0 10.8%                |
| 2012   | 0 3,670.4             | 0 25,592                                  | 0 3.7%             | 0 5.1%                         | 0 5.5%                       | 0 11.5%                |
| 2013   | 0 3,796.8             | 0 26,440                                  | 0 1.8%             | 0 6.8%                         | 0 5.5%                       | 0 12.7%                |
| 2014   | 0 3,892.0             | 0 27,072                                  | 0 0.7%             | 0 7.8%                         | 0 5.2%                       | 0 15.6%                |
| 2015   | 0 3,835.8             | 0 26,658                                  | 0 −2.5%            | 0 15.5%                        | 0 5.6%                       | 0 15.9%                |
| 2016   | 0 3,877.0             | 0 26,930                                  | 0 −0.2%            | 0 7.1%                         | 0 5.5%                       | 0 15.7%                |
| 2017   | 0 4,007.8             | 0 27,834                                  | 0 1.5%             | 0 3.7%                         | 0 5.2%                       | 0 17.4%                |

## Валута и Централна банка
Руска рубља је валута Руске Федерације. Она је такође прихваћена као законско средство плаћања у делимично признатим државама Абхазији и Јужној Осетији и самопроглашеним државама као што су Доњецка Народна Република и Луганска Народна Република.
Руским монетарним системом управља Централна Банка Русије. Основана 13. јула 1990. године као Државна банка РСФСР, Банка Русије преузела је одговорности Централне банке након распада Совјетског Савеза 1991. године.
Према Уставу, Банка Русије је независан ентитет, са примарном одговорношћу да штити стабилност националне валуте, рубље. Она је такође главни регулатор и зајмодавац у крајњој инстанци за банкарску индустрију у Русији. Банком Русије управља управни одбор, на чијем је челу гувернер којег именује председник Русије.
Велики суфицит на текућим рачунима узроковао је брзу реалну апресијацију рубље између 2000. и 2008. године. Банка Русије је покушала да се бори против овог тренда агресивном акумулацијом девизних резерви. Ово је био главни узрок за релативно високе стопе инфлације током овог периода. Политика централне банке еволуирала је, међутим, након глобалне финансијске кризе. Уместо да циља фиксни курс према групацији долара и евра, Банка Русије је свој фокус усмерила на циљање инфлације. У априлу 2012. године инфлација у Русији достигла је рекордно ниску стопу од 3,6%.
Руска централна банка је планирала да ослободи флуктуацију руске рубље и да прошири трговински опсег валуте и тиме очекивала да ће рубља бити потпуно слободна у 2015. години. Међутим, рубља је значајно опала од 2013. године када је централна банка објавила планове. На дан 3. октобра 2014. године валута долар - рубља је достигла врхунац - 40.000 рубаља према 1 долару, у односу на 32.19 рубаља у истом периоду прошле године; ово представља пад од 24,26%. Руска централна банка је изјавила да су руске банке у стању да издрже девалвацију до 25%-30% у јануару 2014. године када је рубља тек почела да опада, па ће можда бити потребна интервенција Централне банке; међутим, планови су настављени, од јануара 2014. године. Руска централна банка потрошила је 88 милијарди долара како би зауставила пад рубље у 2014. Због интервенције централне банке и јачих цена нафте, рубља се нагло опоравила почетком 2015. године. У априлу 2015. године, прва заменица гувернера руске банке Ксенија Јудаева је изјавила да верује да се валута стабилизовала садашњом стопом од око 50 рубаља према УСД.
Уз наглу девалвацију рубље, инфлација у Русији је знатно порасла. У октобру 2014. године стопа инфлације је износила 8%, мада је то било знатно испод стопе инфлације од 2333,30%, која је остварена 1992. године. У новембру 2017. инфлација је била на најнижем нивоу од пада Совјетског Савеза на 2,5%.

## Јавна политика
Фискална политика
Очекивало се да ће Русија имати дефицит буџета Владе у износу од 21 милијарду долара у 2016. години. Буџетски дефицит се смањио на 0,6% БДП-а у 2017. години са 2,8% у 2016. години.
Национални фонд богатства
Дана 1. јануара 2004. године, Влада Русије је успоставила Стабилизациони фонд Руске Федерације као део савезног буџета како би га уравнотежила ако цена нафте падне. 1. фебруара 2008. године Стабилизациони фонд је подељен на два дела. Први део је фонд резерви једнак 10% БДП-а (10% БДП-а сада износи око 200 милијарди долара) и требало би да буде уложено на сличан начин као и Стабилизациони фонд. Други део је Национални фонд за просперитет Руске Федерације. Заменик министра финансија Сергеј Сторчак процењује да ће до 1. фебруара 2008. године достићи 600 до 700 милијарди рубаља. Национални фонд за благостање ће бити уложен у више ризичне инструменте, укључујући деонице страних компанија.
Јавни дуг
Русија има веома низак однос дуга према БДП-у, један је од најнижих у свету. Већина њеног екстерног дуга је приватна. У 2016. години однос дуга према БДП-у износио је 12%.
Као главни наследник Совјетског Савеза, Русија је преузела одговорност за плаћање спољних дугова Совјетског Савеза.
Протекционизам
Русија је једна од водећих нација за протекционистичке политике. Према независној глобалној трговини, Русија је увела значајне протекционистичке политике. Руски стратешки трговински блок који чине Русија, Белорусија и Казахстан одговоран је за значајан део светског протекционизма током 2013. године. Од протекционистичких политика, 43% је било циљано спашавање и директне субвенције за локалне компаније, док је 15% било тарифних мера. Од 2008. године, Русија је спровела многе протекционистичке мере, отприлике у истој мери као и Индија, али је најсигурнија држава била САД.
Корупција
Почевши од Путиновог другог мандата, врло мало случајева корупције су били предмет срама. Путинов систем је изузетан по својој свеприсутној и отвореној спајању државне службе и бизниса, као и великом запошљавању рођака, пријатеља и познаника како би имали користи од буџетских издатака и преузели државну имовину.
Корупција у Русији се доживљава као значајан проблем који утиче на све аспекте живота, укључујући и јавну управу, спровођење закона здравствену заштиту и образовање. Феномен корупције је снажно успостављен у историјском моделу јавне управе у Русији и приписује се општој слабости владавине права у Русији. Према резултатима индекса перцепције корупције за 2016. годину Транспаренси интернашонал организације, Русија је заузела 131. место од 176 земаља са оценом 29.
Постоје многе различите процене стварних трошкова корупције.

## Приход становништва

### Плате високих државних службеника
У 2016. години, руски предсједник Владимир Путин је зарадио 8.858.000 рубаља (€123.042,73) према званичном извјештају о приходима. У 2017. години, руски предсједник Владимир Путин је зарадио 18.728.268 рубаља (€260.146,44) у складу са званичном пријавом прихода. Према званичним подацима, руски премијер Дмитриј Медведев зарадио је 8.557.000 рубаља у 2017. години (€118.972,79). Поређења ради, према званичним подацима, од 1. априла 2019. године, плаћа естонске предсједнице Керсти Каљулаид и естонског премијера Јурија Ратаса износи €6.168 мјесечно, а члан Риигикогуа €4.009 мјесечно.
Приходи градоначелника Москве могу варирати. Они су објављени на званичном сајту московске владе. Према званичним подацима, градоначелник Москве је у 2016. години зарадио 6.456.000 рубаља (€90.927,71). У 2017. години, званични приходи су износили 6.531.129 рубаља (€90.721,15 годишње и око 541.000 рубаља мјесечно, €7.514,80). То је за 75.000 рубаља више него у 2016. години. Поређења ради, у Естонији, земљи са просечном зарадом од €1.193 (нето), према званичним подацима, плата Таави Ааса, бившег градоначелника главног града Талина у 2017. години, износила је €5.288,4 месечно. Међу заменицима градоначелника Москве, Собианин, највећи приходи у 2017. години били су на челу транспортног комплекса главног града, Маким Ликсутов - више од 219,6 милиона рубаља (€3.050.370,60).
Према званичним подацима, гувернер Санкт Петербурга, Георги Полтавцхенко, зарадио је 2016. године 6.183.658 рубаља (€85.894,57). Према званичним подацима, од 1. јануара до 31. децембра 2017. године, Георги Полтавченко је зарадио 5.427.397,4 рубаља (€75.389,68 евра годишње и око 452.250 рубаља месечно, €6.282,01). Према званичним подацима, вицегувернер Санкт Петербурга, Александар Говорунов, зарадио је 13.881.411 рубаља у 2017. години (€192.820,80). Међутим, треба имати на уму да ставка “приход” у овом случају не укључује само плату, већ и друге изворе новца - накнаде, продају имовине или некретнина. Према званичним подацима, Сергеј Мовчан је зарадио најмање међу вицегувернерима, његов приход је био 2.623.810 рубаља (€36.446,23 годишње и 218.650 рубаља месечно, €3.037,17).